# Swingpjatte
Svingpjatte var en yngre person, som først i 1940’erne, lyttede og dansede til en bestemt art Swing, baseret på jazzmusik.
Betegnelsen kom til Danmark i 1941, fra Sverige.
Danseformen var ekstrem og lignede en form af jitterbug . Dansen var Shag, der var sommerens dille i 1937. De unge selv, de kaldt ikke dansen ved noget navn. 
Et af tilholdsstederne  for swingpjatterne var Glassalen i Tivoli hvor et af favoritorkestrene  var  Leo Mathisens Kapel.

## Påklædnning
Den almindelige påklædning var datidens mode:

### Kvinder
Jakke og plisseret nederdel, sko med tykke rågummisåler og hvide sportsstrømper.

### Mænd
Snævre korte benklæder med seler, lang jakke, sko med tykke rågummisåler og hvide uldsokker

## Udlandet
Unge mennesker der lyttede til jazzmusik og gik klædt i udfordrende tøj eksisterede også i andre lande i 1940'erne. 

### Frankrig
I Frankrig hed de Zazou. 

### Sverige
I Sverige blev de kaldt Swingpjatt.

### Tyskland
I Tyskland kaldtes de Swing-Jugend.